# Xã Sheridan, Quận Dallas, Missouri
Xã Sheridan (tiếng Anh: Sheridan Township) là một xã thuộc quận Dallas, tiểu bang Missouri, Hoa Kỳ. Năm 2010, dân số của xã này là 1.530 người.